# Amazon Women in the Mood
«Amazon Women in the Mood» (укр. «Амазонки в гуморі») — Перша серія третього сезону анімаційного серіалу «Футурама», що вийшла в ефір у Північній Америці 4 лютого 2001 року.

Автор сценарію: Льюїс Мортон.

Режисер: Браян Шизлі.

## Сюжет
Протягом року Емі регулярно отримує телефонні дзвінки, під час яких невідомий лише дихає і стогне у слухавку. Цей невідомий — Кіф Кумкало, який глибоко закохався в Емі, але не здатний заговорити з нею через сором'язливість і нерішучість. Коли Запп Бренніґан дізнається, що Емі знайома з Лілою, він пропонує піти на подвійне побачення вчотирьох: Кіф з Емі, а він — з Лілою.
Ліла погоджується, заради Емі. Компанія вирушає до модного ресторану на борту космічного лайнера. Намагаючись підтримати розмову, Кіф зачитує безглузі та вульгарні ремарки з подарованого Бренніґаном блокнота «для зачарування і зваблення жінок». Емі обурюється, і вони з Лілою залишають стіл. Засмучений Кіф виходить на сцену, де відбувається конкурс караоке, і виконує пронизливо-чуттєву версію пісні «Повне затемнення серця» (англ. «Total Eclipse of the Heart», відома у виконанні Бонні Тайлер). Емі розчулена цим, але Запп виштурхує Кіфа зі сцени і починає співати сам, внаслідок чого всі відвідувачі ресторану з жахом тікають у рятувальних човниках. Замість того, щоби викликати космотаксі, Запп вирішує відвезти всіх додому, самостійно пілотуючи корабель-ресторан, що закінчуються аварією на планеті Амазонія. Четвірка потрапляє в полон до амазонок — високих, м'язистих первісних жінок.
Дізнавшись про аварію, Фрай і Бендер сідають у корабель і летять на порятунок. Вони знаходять поселення амазонок, але самі теж потрапляють у полон. Під час конвоювання через планету, Бренніґан, Бендер і Фрай неприховано глузують зі способу життя жіночого суспільства, чим украй розлючують амазонок. Втім, плем'я доручає вирішення долі бранців своїй лідерці — велетенському комп'ютеру жіночої статі, що носить назву «Фемп'ютер».
Вислухавши доповідь про манеру поведінки чоловіків, Фемп'ютер засуджує їх на смерть від «сну-сну» (безперервного злягання з усіма жінками племені), що викликає змішанні почуття у Фрая і Заппа (сум від неминучості смерті та радість від способу, в який її буде заподіяно). Бендера, який технічно не може вважатися чоловіком, відпускають. Фрая, Заппа і Кіфа відводять у палати для «сну-сну» і роздягають до трусів. Кіфа піддають екзекуції першим, оскільки амазонки вважають його найпривабливішим. Перед початком він встигає сказати Емі, що то він дзвонив їй весь рік, не говорячи, а також, що всі вульгарні зауваження, зроблені під час вечері, були підказані Заппом. Ліла відправляє Бендера перепрограмувати Фемп'ютер, щоби той звільнив чоловіків. «Перепрограмовуючи» машину за допомогою ударів свинцевої труби, Бендер з'ясовує, що Фемп'ютер є лише декорацією, за лаштунками якої ховається звичайна жінка-робот (фембот). Фембот розповідає Бендеру, що колись вона втекла з планети, якою керує жорстокий чоловік-робот, і стала на чолі суто жіночого суспільства Амазонії.
За допомогою гриму і диб Емі маскується під амазонку і пробирається в палату до Кіфа. Викравши його, вона тікає разом із Лілою, але амазонки женуться за ними. Гонитва зупиняється в залі Фемп'ютера. Бендер і фембот, які пристрасно кохаються всередині, наказують через мікрофон амазонкам відпустити чоловіків і принести багато золота. 
На Землі Фрай і Запп лікуються від тазових переломів, проте з насолодою згадують те, що пережили на планеті Амазонія. Щасливий Кіф питає в Емі, що вони робитимуть тепер, і отримує відповідь, якої глядач не чує. Серія закінчується стогонами і схлипуваннями Кіфа.

## Визнання
- Серію було номіновано на «Еммі» у 2001 році в номінації «Видатна анімована програма тривалістю менше 1 години», але премію отримала серія «НОМЯ» серіалу «Сімпсони».
- У 2006 році на сайті «IGN» цю серію було названу найкращою з усіх у «Футурамі» [Архівовано 1 вересня 2006 у Wayback Machine.]

## Пародії, алюзії, цікаві факти
- Назва серії походить із кінокомедії 1987 року «Амазонки на Місяці» (англ. Amazon Women on the Moon).
- Фемп'ютер як декорація, за лаштунками якої ховається зовсім не всемогутній керівник, є алюзією на образ Чарівника з країни Оз з однойменної дитячої книги Френка Баума (деталі інтер'єру камери, в якій знаходиться фембот, зокрема нагадують про екранізацію книги). Образ оператора, схованого за лаштунками фальшивого механізму, також зустрічається в книзі Станіслава Лема «Зоряні щоденники».
- Деякі електронні прилади на планеті Амазонії мають на собі марку «Sonya», що є пародією на назву фірми Sony («фемінізоване ім'я»).
- На караоке-вечорі Запп Бренніґан виконує речитативну версію пісні гурту The Kinks «Lola» (замінивши ім'я героїні на «Ліла»). Вибір пісні видається невипадковим (у тексті йдеться про потяг чоловіка до жінки, яка виявилася чоловіком), оскільки відсилає по-перше, до серії «War Is the H-Word», в якій Запп почуває потяг до Ліли, замаскованої під солдата-чоловіка на ім'я Лі Лимон, а по-друге, до серії «Put Your Head on My Shoulder», в якій Бренніґан приходить на побачення з чоловіком, переодягненим у жінку.
- Космічний ресторан нагадує космічний корабель-бістро з «Путівника по Галактиці для космотуристів» Дугласа Адамса.
- Сцена, в якій кроки амазонок, що наближаються, спричинюють брижі на воді в склянці та коливання відбиття в калюжі, пародіює аналогічний епізод з фільму «Парк юрського періоду».
- Покарання «смерть від сну-сну» є алюзією на широко відомий серед багатьох народів анекдот, в якому двох чоловіків захоплює в полон первісне плем'я і пропонує їм на вибір: смерть чи «унґа-бунґа» («тумба-юмба», будь-яке звукосполучення). Перший обирає «унґа-бунґа», і його содомізують всі чоловіки племені. Другий, бажаючи зберегти свою гідність, обирає смерть, і плем'я проголошує: «Смерть… від унґа-бунґа!»
- Багато елементів серії мають подібність до культового польського фільму 1984 року «Секс-місія» (в СРСР ішов під назвою «Нові амазонки»), хоча це може бути лише результатом збігу.

## Особливості українського перекладу
- Традиційний перший титр на початку серії звучить: «Камеді Клаб краде жарти у нас»
- На вечорі караоке Морбо співає: «Сьогодні в клюбі будуть танці! Сьогодні в клюбі будуть… діскотєка!» (алюзія на пісню «Танці» гурту Воплі Відоплясова).
- Приспів пісні «Повне затемнення серця» у виконанні Кіфа звучить: «Це було давно: закохався я в неї, / Душа палала, як чилі з перцем. / Повне у мене затемнення серця».
- Амазонки (як і більшість «іншомовних» персонажів «Футурами») розмовляють аграматично: вживаючи дієслова виключно в формі інфінітиву, а іменники — у називному відмінку однини та не узгоджуючи слова в реченнях.
- Амазонки про Фемп'ютер: «Вона краща за всіх політиків: не має «любих друзів» (алюзія на часто вживане у промовах Віктора Ющенка звертання).
- Остання в серії репліка, яку Емі шепоче у вухо Кіфу, в оригінальній озвучці є нечутною, проте в українській версії в ній явно чується «сну-сну».